# José Rafael Guerra Pinto Coelho

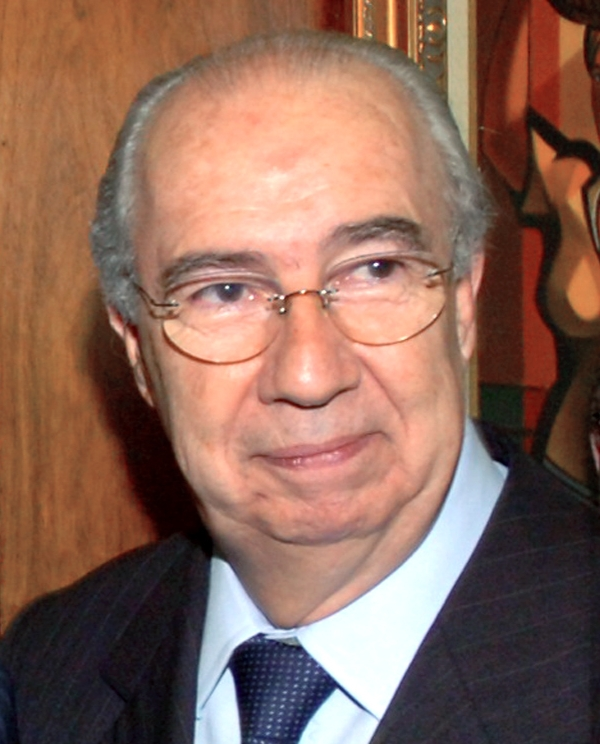
Dep.Rafael Guerra.

Rafael Guerra (PSDB - Minas Gerais) (29 de março de 1943) é um médico que foi diretor do Instituto de Previdência dos Servidores do Estado de Minas Gerais. Mais tarde, como Secretário de Estado da Saúde, implantou o Programa de Saúde da Família (PSF) e criou os Consórcios Intermunicipais de Saúde.
Após eleito deputado federal, por dois mandatos consecutivos, aprovou a Lei dos Consórcios Intermunicipais (11.107/05) estendida a diversos setores como infraestrutura, meio ambiente, saneamento, turismo.
É o único projeto de um deputado da oposição sancionado pelo atual presidente da República.
Na Câmara dos Deputados, Rafael Guerra criou e presidiu até 2009 a Frente Parlamentar da Saúde (FPS) a maior entre todas as frentes parlamentares. A FPS, que em sua gestão reunia 252 deputados e 25 senadores, a FPS é uma entidade suprapartidária, sem fins lucrativos e que tem como missão a luta pela melhoria do atendimento à saúde da população brasileira. Defende o princípio constitucional que define a saúde como direito do cidadão e dever do Estado. Com a mobilização de parlamentares e entidades representativas do setor, a Frente garantiu a manutenção dos recursos orçamentários que remuneram os serviços ofertados pelo Sistema Único de Saúde (SUS). Em todos os três orçamentos apresentados pelo atual governo, houve tentativa de desvio de recursos para programas que não atendem às determinações do SUS. Foi o trabalho incansável do deputado Rafael Guerra, na direção da FPS, que conseguiu reverter esses desvios de recursos.
A Frente tem compromisso também com a aprovação de projetos que interferem diretamente na qualidade dos serviços prestados pelos profissionais de medicina como a Classificação Brasileira Hierarquizada de Procedimentos Médicos (CBHPM), considerada a proposta que resgata a dignidade da classe médica, e o Ato Médico que regulamenta as atribuições dos profissionais ligados à área da saúde.
Entretanto, a atuação parlamentar do deputado Rafael Guerra não se restringe ao setor saúde. Indignado com a série de escândalos que atingiu o governo federal e parte expressiva do Congresso Nacional, reuniu um grupo de parlamentares íntegros e criou o Grupo Pró-Congresso (Movimento Brasil Verdade), que trabalha pelo resgate da dignidade do parlamento brasileiro e por uma atuação política a serviço do bem comum, cujo lema é:
"Apuração e punição! Pizza, não".
Atualmente em seu terceiro mandato, foi eleito pela maioria dos parlamentares como o Primeiro-Secretário da Câmara dos Deputados. Na mesa diretora da Casa nosso Deputado já conseguiu cortar gastos excessivos, assim como práticas abusivas que herdou de outras gestões, tais como o uso indevido de passagens aéreas, cotas postais e verbas indenizatórias. Ainda foi o responsável pela transparência dos gastos da Câmara e a divulgação dos mesmos na Internet.

## Formação Científica
1. "Research Fellow" of the Department of Surgery of the University of Illinois, College of Medicine - Chicago - Illinois - USA
2. Assistente da 1ª Enfermaria de Clínica Cirúrgica de Homens da Santa Casa de Misericórdia de    Belo Horizonte - 23 de dezembro de 1965
3. Médico Voluntário do Hospital Pronto Socorro de Belo Horizonte - 1 de janeiro de 1966 a 31 de dezembro de 1966
4. Médico Residente do Hospital dos Servidores do Estado de Minas Gerais - 26 de janeiro de 1966 a 31 de dezembro de 1970
5. Médico da Penitenciária Agrícola de Neves - 02/1966 a 01/1968
6. Médico Plantonista do Serviço de Assistência Médica e Domiciliar de urgência do Instituto Nacional de Previdência Social, contratado para prestação de Serviços "pró-labore" - 06/1967 a 12/1967
7. Médico do Serviço do Fundo de Beneficência da Imprensa Oficial - 02/1969
8. Cirurgião do Hospital Wanda Andrade Drumond - Matozinhos- MG - 01/1970
9. Cirurgião do Instituto de Previdência dos Servidores do Estado de Minas Gerais - 01/1971.

## Títulos e Honrarias Recebidos
1. Paraninfo da turma de Medicina da Faculdade de Ciências Médicas de Minas Gerais - 12/1989
2. Patrono da turma de Fisioterapia e de Terapia Ocupacional da Faculdade  de Ciências Médicas de Minas Gerais - 12/1989
3. Paraninfo da turma de Medicina da Faculdade de Ciências Médicas de Minas Gerais - 12/1990
4. Patrono da turma de Medicina da Faculdade de Ciências Médicas de Minas Gerais - 12/1991
5. Patrono da turma de Fisioterapia e de Terapia Ocupacional da Faculdade de Ciências Médicas de Minas Gerais - 12/1991
6. Recebeu Homenagem Especial dos Formandos do Curso de Terapia Ocupacional da Faculdade de Ciências Médicas de Minas Gerais - 12/1992
7. Paraninfo da turma de Medicina da Faculdade de Ciências Médicas de Minas Gerais - 12/1993
8. "Prêmio Eduardo Borges da Costa" do III Congresso Nacional de Cirurgia Experimental e II Congresso Internacional de Cirurgia - Vídeo - Vagotomia gástrica proximal com preservação adrenérgica ( VGPA ) em vídeo-laparoscopia - Belo Horizonte - MG - 1993
9. Agradecimento do Conselho Federal de Medicina pela dedicação na tarefa de conduzir os destinos do Conselho Regional de Medicina do Estado de Minas Gerais - 27 de maio de 1994
10. Medalha "Ordem do Mérito Legislativo Municipal" no Grau Mérito Especial - Belo Horizonte - MG - 21 de dezembro de 1994
11. Secretário de Estado da Saúde de Estado de Minas Gerais - 2 de janeiro de 1995 a 2 de abril de 1998
12. Medalha de Honra da Inconfidência - Belo Horizonte - MG - 21 de abril de 1995
13. Título de Cidadão Honorário da cidade de Peçanha - MG - 29 de maio de 1995
14. Título Honra ao Mérito do Jornal Comarca do Papagaio do Município de Aiuruoca - MG - 11 de agosto de 1995
15. Título de Cidadão Honorário da cidade de Santa Cruz do Escalvado - MG - 17 de agosto de 1995
16. Título de Cidadão Honorário da cidade de Santo Antônio do Amparo - MG - 1 de setembro de 1995
17. Medalha "Santos Dumont" - Belo Horizonte - MG - 23 de outubro de 1995
18. Título de Personalidade Médica Mineira do Ano na categoria Atividade de Saúde Pública -   Associação Médica de Minas Gerais - Belo Horizonte - MG - 25 de outubro de 1995
19. Título de Cidadão Honorário de Santo Antônio do Monte - MG - 18 de novembro de 1995
20. Medalha "Alferes Tiradentes" do Comandante Geral da PM de MG - Belo Horizonte - MG - 24 de novembro de 1995
21. Medalha "Ordem do Mérito Legislativo" no Grau Mérito Especial - Belo Horizonte - MG - 5 de dezembro de 1995
22. Título Honra ao Mérito da Associação dos Municípios da Microrregião  do Médio Rio Doce - Governador Valadares - 15 de dezembro de 1995
23. Alto reconhecimento público como Benfeitor, concedido pelo Governo Municipal de  Malacacheta - MG - 28 de dezembro de 1995
24. Diploma de Reconhecimento e Distinção na condição de Secretário Estadual de Saúde - Ponte Nova - MG - 26 de maio de 1996
25. Título de Honra ao Mérito conferido pela Associação dos municípios da Microrregião dos Campos das Vertentes - São João del Rei - MG - 14 de junho de 1996
26. Medalha Comemorativa do 85º Aniversário de fundação da Faculdade de Medicina da Universidade Federal de Minas Gerais e Graduação de sua 100ª turma - Belo Horizonte - MG - 28 de junho de 1996
27. Título de Cidadão Honorário da cidade de Coração de Jesus - MG - 6 de setembro de 1996
28. Título de Cidadão Honorário da cidade de Iguatama - MG - 22 de setembro de 1996
29. Paraninfo Geral dos Formandos da Universidade de Itaúna, Cursos: Ciências Econômicas, Direito, Engenharia Industrial Mecânica, Estudos Sociais, Filosofia, História, Letras, Odontologia, Pedagogia e Química - Itaúna - MG - 12/1996
30. Troféu Destaque na área Política Estadual promovido pelo Jornal CNN - "O Jornal da Região" na AABB - Guanhães - MG - 1996
31. Medalha Comemorativa do 85º Aniversário de fundação da Faculdade de Medicina da Universidade Federal de Minas Gerais e Graduação de sua 101ª turma - Belo Horizonte - MG - 10 de janeiro de 1997.
32. Agraciado com Título de Honra ao Mérito, concedido pelo Lions Clube Três Corações – Santa Tereza – na cidade de São Tomé das Letras/MG, pelos serviços prestados na "Operação Saúde", realizada no dia 26 de outubro de 1997.
33. Medalha "9 de Março" concedida pelo povo de Virginópolis - MG - 9 de março de 1997
34. Grande Medalha da Inconfidência - Belo Horizonte - MG - 21 de abril de 1997
35. Título de Cidadão Honorário da cidade de São João Batista do Glória, entregue em sessão Solene da Câmara Municipal - São João Batista do Glória - MG - 19 de maio de 1997
36. Diploma de Benemérito pelo Conselho Universitário da Universidade de Montes Claros na Comemoração do 35º aniversário de instalação dos cursos superiores no Norte de Minas - Montes Claros - MG – 24 de maio de 1997
37. Título de Cidadão Honorário da cidade de Guanhães - MG - 24 de outubro de 1997
38. Título de Cidadão Honorário do Município de Carmo do Rio Claro, concedido pela Câmara Municipal de Carmo do Rio Claro - MG - 12 de junho de 1998
39. III Troféu Integração e Destaque Mineiro da Folha Metropolitana - O Jornal Presente - Belo Horizonte - MG- 11 de agosto de 1998
40. Homenagem da Câmara Municipal de Divinópolis - Médico com mais de trinta anos prestados à medicina, bem como na formação de novos médicos. Como secretários de Estado da Saúde criou Consórcios Intermunicipais - Divinópolis - MG – 24 de outubro de 1998
41. Eleito Deputado Federal por Minas Gerais com 80.782 votos em 4 de outubro de 1998
42. Título de Cidadão Honorário da cidade de Moema, concedido pelo Poder Legislativo da Câmara Municipal de Moema - MG - 12 de dezembro de 1998
43. Patrono da Turma de Enfermeiros da Faculdade de Enfermagem e Obstetrícia da Universidade do Estado de Minas Gerais - Campus de Passos - Passos - MG - 12/1998
44.Título de Benfeitor do Clube da Maior Idade de Carangola por importante participação na construção da história do Clube - Carangola - MG - 03/1999.
45.Título de Cidadão Honorário de Divinópolis, concedido pela Câmara Municipal, por relevantes serviços prestados ao município e a sua gente – Divinópolis/MG – 28 de maio de 1999.
46.Título de Personalidade Destaque do Ano por relevantes serviços prestados ou participação constante no setor: Saúde Social da nossa região – Águas Formosas – MG – 18 de junho de 1999.
47.Título de Cidadão Honorário de Nova Era, concedido pela Câmara Municipal por relevantes serviços prestados ao município – Nova Era – MG – 24 de abril de 2000.
48.Moção – Câmara Municipal de Santo Antônio do Monte, por indicação como Vice-Líder do Governo na Câmara  Federal – Santo Antônio do Monte – MG – 29 de maio de 2000.
49.Medalha Mérito Tamandaré, concedido pelo Comandante da Marinha – Brasília – DF – 13 de novembro de 2000.
50.Título de Cidadão Honorário de Serra Azul de Minas, concedido pela Câmara Municipal por relevantes serviços prestados ao município – Serra Azul de Minas – MG – 8 de junho de 2001.
51.Ordem do Mérito Aeronáutico, por haver prestado assinalados serviços à Aeronáutica Brasileira – Brasília – DF – 23 de outubro de 2001.
52.Título de Cidadão Honorário de Matozinhos – Matozinhos – MG – 23 de agosto de 2002.
53.V Troféu Destaque Municipal de Nova Lima – 1º Lugar na pesquisa de opinião pública realizada pelo jornal Folha Metropolitana. – Nova Lima – 9 de setembro de 2002.
54.Título de Cidadão Honorário de Itaguara, concedido pela Câmara Municipal da Cidade Itaguara – Itaguara – MG – 1 de novembro de 2002.
55.Reeleito o Deputado Federal por Minas Gerais com 100.594 votos em 6 de outubro de 2002.
56.Eleito Presidente da Frente Parlamentar da Saúde em 29 de abril de 2003.
57. Agraciado com o Título de "Persona Grata" em reconhecimento à luta na defesa dos Servidores Públicos Ativos Aposentados e Pensionistas, com o digno voto na Reforma da Previdência, honrando o juramento em cumprimento ao Estado Democrático de Direito e os princípios fundamentais da Constituição Federal – Brasília – DF – 20 de janeiro de 2004.
58. Diploma de Ordem do Mérito da Saúde no Grau "Grande Medalha do Mérito da Saúde" pelos serviços prestados à saúde em Minas Gerais – Belo Horizonte – MG – 7 de abril de 2004.
59. Diploma de Honra ao Mérito Odontológico Nacional pela contribuição benemérita, na área de doação material e/ou obras odontológicas, altamente significativas para a sociedade, assim como serviços relevantes – Rio de Janeiro – RJ – 16 de abril de 2004.
60. Agraciado com o 4º Prêmio Saúde Brasil pela atuação responsável na área da Saúde como Presidente da Frente Parlamentar da Saúde – São Paulo – SP – 8 de dezembro de 2004.
61. Título de Cidadão Honorário de Nova Lima, concedido pela Câmara Municipal por relevantes serviços prestados ao município – Nova Lima – MG -  15 de dezembro de 2004.
62. Agraciado com a Comenda do Mérito Farmacêutico, que distingue farmacêuticos e autoridades pelos relevantes serviços prestados à profissão farmacêutica. – São Paulo – SP – 20 de janeiro de 2005.
63.Título de Professor Emérito, concedido pela Faculdade de Ciências Médicas de Minas Gerais -  Belo Horizonte – MG – 2 de abril de 2005.
64.Título de Presidente de Honra, concedido pela Associação Comunitária Portela de Caxambu pelos bons serviços prestados à Associação – Caxambu – MG – 8 de abril  de 2006.
65.Grau Grande – Oficial pelos relevantes serviços prestados ao Estado de Goiás – Goiânia – GO – 22 de março de 2006.
66.Homenagem da Faculdade de Medicina da Universidade de São Paulo pela relevante atuação junto à Frente Parlamentar da Saúde – São Paulo – SP – 23 de junho de 2006.
67.Agraciado com o Prêmio Congresso em Foco 2006, como um dos nove melhores deputado federais do país, conforme votação dos leitores do site Congresso em Foco – Brasília – 19 de dezembro de 2006.
68.Título de Cidadania Honorária Campanhense, em razão de relevantes serviços prestados à coletividade, ao engrandecimento e ao progresso do Município de Campanha – Campanha – MG - 11 de maio de 2006.
69.Reeleito o Deputado Federal por Minas Gerais com 80.093 votos em 1 de outubro de 2006.
70.Título de Sócio Honorário da Sociedade Brasileira de Análises Clínicas , por bons serviços prestados à profissão – Belo Horizonte – MG – 10 de junho de 2007.
71.Título de Cidadão Honorário de Luz, pelos relevantes serviços prestados e sua contribuição em prol do desenvolvimento do município – LUZ – MG – 3 de agosto de 2007.
72.Título de Cidadão Honorário Cambuquirense, pelos relevantes serviços prestados e sua contribuição em prol do desenvolvimento do município de Cambuquira – MG – 26 de setembro de 2007.
73. Comenda Grã Cruz de Ouro da Saúde, como símbolo de reconhecimento pelo destaque e contribuição com os relevantes serviços para o setor da saúde – Homenagem do SINDHOSP – Sindicatos dos Hospitais, Clínicas, Casas de Saúde, Laboratórios de Pesquisas e Análises Clínicas e Demais Estabelecimentos de Serviços de Saúde do estado de São Paulo – 7 de dezembro de 2007.
74. Título de Cidadão Honorário Cruzilense, pelos relevantes serviços prestados e sua contribuição em prol do desenvolvimento do município de Cruzília – MG – 27 de dezembro de 2007.
75. Medalha do Conselho Brasileiro de Oftalmologia em reconhecimento aos serviços prestados aos profissionais da categoria – Belo Horizonte – 28 de março de 2008.
76. Título de "Amigo do Baleia", conferido pelo Hospital da Baleia em reconhecimento ao apoio dedicado à Instituição – Belo Horizonte – MG – 10 de abril de 2008.
77. Título de Presidente de Honra da Associação Comunitária Portela de Caxambu/MG, pelos bons serviços prestados à Associação – Caxambu – MG -  19 de setembro de 2008.
78. Diploma do Mérito Farmacêutico – Conselho Regional de Farmácia do Estado de Minas Gerais - em reconhecimento pelos relevantes serviços prestados à classe Farmacêutica – Belo Horizonte – MG – 24 de janeiro de 2009.
79. Eleito como Primeiro-Secretário da Mesa Diretora da Câmara dos Deputados - 02 de Fevereiro de 2009

80. Homenagem em comemoração à inauguração do UNACON da Santa Casa de Alfenas – Credenciamento do Serviço de Oncologia – Alfenas – MG – 14 de março de 2009.
81. Medalha Paraisópolis Honra ao Mérito – Câmara Municipal de Paraisópolis – MG – 9 de maio de 2009.
82. Homenagem  em  comemoração ao centenário de Cambuquira, pelos serviços prestados a comunidade – Câmara Municipal de Cambuquira – MG – 12 de maio de 2009.
83. Membro Honorário da SBPC/ML – Sociedade Brasileira de Patologia Clínica / Medicina Laboratorial em reconhecimento à inestimável participação no desenvolvimento da SBPC/ML – Belo Horizonte – MG – 15 de agosto de 2009.
84. Homenagem com a Comenda do XXXV Congresso Brasileiro de Oftalmologia e com o Título de Amigo da Oftalmologia Brasileira pelos relevantes serviços em prol da promoção e defesa da saúde ocular do povo brasileiro – Belo Horizonte – MG – 24 de agosto de 2009.

## Atividades Acadêmicas
1. Membro eleito para Conselho Deliberativo do Diretório Acadêmico Alfredo Balena - 1961 a 1962;
2. Membro da Comissão Organizadora do 1º Seminário de Reforma Universitária do Diretório Acadêmico Alfredo Balena;
3. Presidente da Comissão Organizadora do 1º Seminário de Reforma Universitária do Diretório Central dos Estudantes da Universidade Federal de Minas Gerais;
4. Participante do 1º Seminário Nacional de Reforma Universitária - Niterói - RJ - 02/1962;
5. Diretor do Departamento Cultural do Diretório Acadêmico Alfredo Balena - 1963;
6. Estagiário voluntário do Hospital do Pronto Socorro de Belo Horizonte - 12 de dezembro de 1963 a 30 de junho de 1965;
7. Estagiário voluntário da 1ª Enfermaria de Clínica Cirúrgica de Homens da Santa Casa de Misericórdia de Belo Horizonte - 12 de dezembro de 1963 a 22 de dezembro de 1965;
8. Interno da Casa de Saúde São Sebastião - 1 de janeiro de 1965 a 31 de dezembro de 1965;
9. Concurso para Estagiário Acadêmico do Hospital de Pronto Socorro de Belo Horizonte -06/1965;
10. Auxiliar Acadêmico, remunerado, por concurso, do Hospital de Pronto Socorro de Belo Horizonte - 9 de julho de 1965 a 31 de dezembro de 1965.

## Atividades Universitárias e Científicas
1. Membro efetivo do Departamento de Cirurgia da Associação Médica de Minas Gerais desde   de 01/1966;
2. Colaborador do IV Curso de Atualização sobre Fisiopatologia do Aparelho Digestivo, promovido pela Faculdade de Medicina da Universidade de São Paulo - 26 a 30 de abril de 1971;
3. Membro do Conselho Científico da Associação Médica de Minas Gerais - 1971 a 1973;
4. Presidente do Departamento de Cirurgia da Associação Médica de Minas Gerais - 1971 a 1973;
5. Professor Assistente do Departamento de Cirurgia da Faculdade de Ciências Médicas de Minas Gerais - Disciplina de Cirurgia do Aparelho Digestivo - 10 de janeiro de 1972;
6. Encarregado do Estágio de Clínica Cirúrgica da Faculdade de Ciências Médicas de Minas Gerais - 01/1972;
7. Diretor do Departamento Científico do Centro de Estudos Otaviano de Almeida do Hospital dos Servidores do Estado de Minas Gerais - 1972 a 1974;
8. Segundo Secretário do Departamento de Cirurgia Geral da Associação Médica de Minas Gerais - 1973 a 1975;
9.  Membro Fundador do Departamento de Cirurgia Gastroenterológica da Associação Médica de Minas Gerais;
10. Membro Fundador do Centro de Estudos Otaviano de Almeida do Hospital dos Servidores do Estado de Minas Gerais;
11. Membro da Comissão Científica do XI Congresso da Associação Médica de Minas Gerais e da VIII Jornada Mineira de Pediatria;
12. Professor Homenageado pela turma de 1974 da Faculdade de Ciências Médicas de Minas Gerais;
13. Professor Homenageado pela turma de 1974 da Faculdade de Medicina de Itajubá - MG;
14. Professor Homenageado pela turma de 1975 da Faculdade de Ciências Médicas de Minas Gerais;
15. Membro Associado do Colégio Brasileiro de Cirurgiões, eleito em sessão ordinária - 20 de agosto de 1975;
16. Coordenador do curso de "Atualização em Patologia Cirúrgica", promovido pelo Departamento de Cirurgia Geral e Departamento Sócio Acadêmico da Associação Médica de Minas Gerais e Colégio Brasileiro de Cirurgiões. Capítulo de Minas Gerais - 10 de agosto de 1976 a 16 de novembro de 1976;
17. Coordenador do Serviço de Plantões de Cirurgia Geral da Santa Casa de Misericórdia de Belo Horizonte - 1977;
18. Assistente Sênior da 1ª Clínica Cirúrgica de Homens da Santa Casa de Misericórdia de Belo Horizonte, indicado - 7 de dezembro de 1977;
19. Suplente da Chefia do Departamento de Cirurgia da Faculdade de Ciências Médicas de Minas Gerais - 09/1978 a 09/1980
20. Membro Titular do Colégio Brasileiro de Cirurgiões, por aprovação do Conselho de Seleção em reunião de 25 de junho de 1977. Tendo tomado posse em Sessão Solene realizada em 28 de novembro de 1978 na sede da Associação Médica de Minas Gerais;
21. Membro da Banca Examinadora para seleção de alunos de outras Faculdades de Medicina para cumprirem estágio (Internato - 6ª série) na Faculdade de Ciências Médicas de Minas Gerais - 1978 a 1986;
22. 2º Secretário do Capítulo de Minas Gerais do Colégio Brasileiro de Cirurgiões, eleito para o cargo em 27 de novembro de 1979 — 5 de janeiro de 1980 a 14 de janeiro de 1983 23.  Escolhido através de voto livre como "Homenagem de Estágio" - Formandos de 1981 do Curso de Medicina da Faculdade de Ciências Médicas de Minas Gerais;
23. Escolhido através de voto livre como "Homenagem de Estágio" - Formandos de 1981 do Curso de Medicina da Faculdade de Ciências Médicas de Minas Gerais
24. Chefe do Departamento de Cirurgia da Faculdade de Ciências Médicas de Minas Gerais - 24 de setembro de 1982 a 08/1987;
25. Coordenador do Serviço de Urgências e Intercorrências Cirúrgicas da Santa Casa de Misericórdia de Belo Horizonte - 1982;
26. Eleito "Professor Homenageado" dos médicos de 1982 - Faculdade de Ciências Médicas de Minas Gerais;
27. Eleito 1º Secretário do Capítulo de Minas Gerais do Colégio Brasileiro de Cirurgiões - 17 de dezembro de 1982 a 14 de janeiro de 1986;
28. Chefe do Serviço de Cirurgia do Hospital dos Servidores do Estado de Minas Gerais – 10/1983;
29. Presidente da Banca Examinadora do Concurso para provimento do cargo de Professor Titular da disciplina de Cirurgia Torácica da Faculdade de Ciências Médicas de Minas Gerais - 03/1984;
30. Eleito pelos professores e alunos da Faculdade de Ciências Médicas de Minas Gerais membro da Comissão Paritária encarregada de fazer a mudança curricular e a implantação do ambulatório da Faculdade – 24 de agosto de 1984;
31. Médico Especialista em Cirurgia Geral, nos termos da Resolução 1086/82 do Conselho Federal de Medicina, expedido pelo Conselho Regional de Medicina do Estado de Minas Gerais - 28 de novembro de 1984;
32. Designado pela Portaria 132/84, de 17 de dezembro de 1984 do Diretor da Faculdade de Ciências Médicas de Minas Gerais, membro da Comissão de Pesquisa e Desenvolvimento Curricular encarregada de promover a mudança curricular e a implantação do ambulatório da Faculdade;
33. Eleito Overseas Member of the W. H. Cole Society, The Alummi Association of the Department of Surgery, University of Illinois Hospital, Chicago, USA – 10 de maio de 1985;
34. Eleito "Active Member" da Societè Internacionale de Chirurgie, em Basileia, Suíça - 15 de outubro de 1985;
35. Eleito, através da eleição secreta e direta, Mestre do Capítulo de Minas Gerais do Colégio Brasileiro de Cirurgiões - 20 de novembro de 1985;
36. Eleito membro da Assembleia de Delegados da Associação Médica de Minas Gerais - 1985 a 1987;
37. Membro da Banca Examinadora da prova escrita do Concurso para Concessão do Título de Especialista em Cirurgia Geral, realizada pelo Colégio Brasileiro de Cirurgiões, em Belo Horizonte – 6 de março de 1988;
38. Diretor da Faculdade de Ciências Médicas de Minas Gerais, eleito pela Congregação - Belo Horizonte - MG - 11 de agosto de 1987 a 08/1991;
39. Reeleito Diretor da Faculdade de Ciências Médicas de Minas Gerais pela Congregação - Belo Horizonte - MG - 08/1991 a 08/1995;
40. Eleito Presidente de Associação Mineira de Educação Médica - 19 de setembro de 1987;
41. Sócio Fundador do Instituto Mineiro de História da Medicina, como Titular da Cadeira de nº53, tendo como Patrono José Guerra Pinto Coelho, em Belo Horizonte - 3 de novembro de 1987;
42. Membro da diretoria do Colégio Brasileiro de Cirurgia Digestiva, em nome do Prof. Dr. Edmundo Machado Ferraz (Ex. - Presidente) e do Prof. Dr. Luiz Rohde (Presidente atual), na qualidade de integrante da comissão de Ensino Pós-graduação, no biênio 93/94;
43. Membro Aspirante da Sociedade Mineira de Cirurgia Laparoscópica - Belo Horizonte - Departamento de Cirurgia Laparoscópica da AMMG - MG - 12 de maio de 1994;
44. Membro do Comitê Executivo do Programa de Integração Serviço Ensino, pela Fundação Educacional "Lucas Machado" - MEC/MS - 4 de maio de 1994;
45. Presidente da Diretoria do Conselho Regional de Medicina de Minas Gerais - CRM-MG - 1994;
46. Sócio Titular da Sociedade Mineira de Cirurgia Vídeo Endoscópica; qualificado a realizar cirurgias vídeo laparoscópicas - Sociedade Mineira de Cirurgia Vídeo Endoscópica - Belo Horizonte - MG - 15 de setembro de 1995;
47. Membro Nato da Fundação Educacional Lucas Machado - Belo Horizonte - MG - 08/1995.

## Trabalhos Publicados
1. Autor do capítulo sobre: "Complications Postoperative Acute Psychoses" do Manual of Surgical Therapeutics", publicado por L. M. Nyhus e R. E. Condon. Pág. 220-3. Little, Brown and Company – 1969;
2. Co-autor do trabalho: "Prevention of gastroesophageal reflux after resection of lower esophagus". Surg. Gyn. and Obst. 130:1035-43, June, 1970;
3. Co-autor do trabalho: "Vagotomy of the Pariental Cell Mass: experimental study and preliminary report in fifteen patients". Rev. Surg. 27:367-8, nº5, September - October, 1970
4. Co-autor do artigo em destaque: "Fisiopatologia e tratamento da esofagite de refluxo: evolução e perspectivas". Revista do Hospital das Clínicas da Universidade de São Paulo, vol. XXVIII, nº2: 97-104, Abril de 1973;
5. Autor do trabalho: "Vagotomia Seletiva Proximal: resultados preliminares". Revista da Associação Médica de Minas Gerais, vol. XXVI, números 3 e 4: 88-89, setembro - dezembro de 1975
6. Autor e co-autor do trabalho: "Fisiopatologia das Vagotomias". Rev. Med. Vol. 59, nº2: 41-62, Abril 1975;
7. Co-autor do trabalho: "O uso da Lincomicina em cirurgia: observação em 26 casos". Separata da Revista Brasileira de Medicina, vol.34, 293-295, nº5, Maio de 1977;
8. Autor do trabalho "Techinique of Proximal Gastric Vagotomy with Adrenergic Preservation (PGV-AP)". The American Surgeon, vol.53, nº08, 463-467 , August 1987;
9. Co-autor do Trabalho "Technique of anterior proximal gastric vagotomy with adrenergic preservation (APGV-AP)" - 36th. World Congress of Surgery - Lisbon - Portugal - 1995;
10.Autor do artigo "Consórcios Intermunicipais de Saúde em MG na Revista Divulgação em Saúde para Debate nº17, pág. 36-38, 17 de março de 1997;
11. Co-autor   do   trabalho " Acurácia da Colonoscopia com Magnificação de Imagem no
Diagnóstico Diferencial entre Lesões Neoplásticas e Não Neoplásticas do Intestino Grosso" Vitória – ES – 15 a 18 de novembro de 2005.

## Conferências Pronunciadas
1. Conferência: "Estudo experimental sobre prevenção do refluxo gastro-esofagiano" na 2ª Reunião dos discípulos do Dr. Fernando Paulino - Rio de Janeiro - GB - 20 a 25 de julho de 1970;
2. Secretário do Colóquio "Neoplasias do Fígado" realizado em 4 de setembro de 1970, sob a coordenação do Prof. Figueiredo Mendes, no XII Congresso Brasileiro de Gastroenterologia - Araxá - MG - 31/08 a 4 de setembro de 1970;
3. Relator do tema livre: "Neoplasias malignas do esôfago, experiência em 35 casos", no 10º Congresso da Associação Médica de Minas Gerais - Belo Horizonte - MG - 22 a 28 de novembro de 1970
4. Relator do tema livre: "Tratamento cirúrgico da hérnia hiatal e da esofagite de refluxo - novos conceitos", no 10º Congresso da Associação Médica de Minas Gerais - Belo Horizonte - MG - 22 a 28 de novembro de 1970;
5. Relator do tema livre: "Prevenção da esofagite de refluxo: comparação entre as técnicas de  Nissen, Belsey a Alisson", no 10º Congresso da Associação Médica de Minas Gerais  - Belo Horizonte - MG - 22 a 28 de novembro de 1970;
6. Relator do tema livre: "Prevenção da esofagite de refluxo após ressecção do esfíncter gastro-esofagiano", no 10º Congresso da Associação Médica de Minas Gerais - Belo horizonte - MG - 22 a 28 de novembro de 1970;
7. Colaborador do tema livre: "Esofagocoloplastia no tratamento da estenose cáustica do esôfago" apresentado no 10º Congresso da Associação Médica de Minas Gerais - Belo Horizonte - MG - 22 a 28 de novembro de 1970;
8. Colaborador do tema livre: "Tratamento cirúrgico do megaesôfago pela técnica de Helle, associada à fundo plicatura proposta por Nissen apresentado no 10º Congresso da Associação Médica de Minas Gerais - Belo Horizonte - MG - 22 a 28/11/1970;
9. Secretário da Sessão de temas livres no dia 25/11/1970, do X Congresso da Associação Médica de Minas Gerais - Belo Horizonte - MG – 22 a 28/11/1970;
10. Relator do tema livre: "Neoplasias malignas do esôfago, experiência em 35 casos", do X Congresso da Associação Médica de Minas Gerais - Belo Horizonte - MG – 22 a 28 de novembro de 1970;
11. Conferência: "Fisiopatologia da úlcera péptica: papel do antro e vago", no IV Curso de Atualização sobre Fisiopatologia do Aparelho Digestivo, realizado na Faculdade de Medicina da Universidade Federal de São Paulo, promovido pelo Diretório Acadêmico daquela Faculdade  - São Paulo - 26 a 30 de abril de 1971;
12. Relator da mesa redonda: "Esofagite de refluxo", realizada na reunião da Sociedade de Gastroenterologia e Nutrição de Minas Gerais, conjuntamente com os Departamentos de Cirurgia Geral e Otorrinolaringologia da Associação Médica de Minas Gerais, e com o Colégio Brasileiro de Cirurgiões, Capítulo de Minas Gerais - 19 de agosto de 1971;
13. Conferência: "Vagotomia: Troncular ou Seletiva?", no Curso de Clínica Cirúrgica do 11º Congresso da Associação Médica de Minas Gerais - Poços de Caldas - MG - 22 a 27 de outubro de 1972;
14. Relator da mesa redonda sobre "Cirurgia do Estômago, duodeno e parede abdominal", apresentando o tema: "Vagotomia: Troncular ou Seletiva?" no Curso de Clínica Cirúrgica do 11º Congresso da Associação Médica de Minas Gerais - Poços de Caldas - MG – 22 a 27 de outubro de 1972;
15. Relator do tema livre: "Importância da inervação vagal do antro na inibição da secreção gástrica", no 11º Congresso da Associação Médica de Minas Gerais - Poços de Caldas - MG - 22 a 27 de outubro de 1972;
16. Relator do tema livre: "Valor diagnóstico dos testes de secreção gástrica" no 11º Congresso da Associação Médica de Minas Gerais - Poços de Caldas - MG - 22 a 27 de outubro de 1972;
17. Relator do tema livre: "Alterações na absorção de lípides e glúcides, após o tratamento cirúrgico da úlcera péptica", no 11º Congresso da Associação Médica de Minas Gerais - Poços de Caldas - MG - 22 a 27 de outubro de 1972;
18. Relator do tema livre: "Prevenção e tratamento de esofagite de refluxo pela fundoplicatura de Nissen", no 11º Congresso da Associação Médica de Minas Gerais - Poços de Caldas - MG - 22 a 27 de outubro de 1972;
19. Conferência: "Como indico e como faço a vagotomia gástrica seletiva", na 1ª Bienal Médica de Juiz de Fora - MG - 20 a 27 de outubro de 1973;
20. Conferência: "Atualização em Cirurgia Gastroduodenal", na Jornada Médica do Conselho Científico da Associação Médica de Minas Gerais - São Lourenço - MG - 1973;
21. Participante da mesa redonda sobre "Hérnia Hiatal", com relator do tema: "Tratamento Clínico e Cirúrgico", a convite da Sociedade de Gastroenterologia e Nutrição de Minas Gerais, e do Colégio Brasileiro de Cirurgiões, Capítulo de Minas Gerais - Belo Horizonte - MG - 14 de agosto de 1974;
22. Relator da mesa redonda: "Vagotomia Seletiva Proximal - Estudo Clínico e Experimental", na reunião conjunta do Colégio Brasileiro de Cirurgiões, Capítulo de Minas Gerais, e da Sociedade de Gastroenterologia e Nutrição de Minas Gerais - Belo Horizonte - MG - 9 de setembro de 1975;
23. Conferência: "Esofagites" do Curso de Atualização em Patologia Cirúrgica promovido pelo Conselho Científico, Departamento de Cirurgia Geral e Departamento de Sócio- Acadêmico da Associação Médica de Minas Gerais e Colégio Brasileiro de Minas Gerais - Belo Horizonte - MG - 10/08 a 16 de novembro de 1976;
24. Conferência: "Valor das Bolsas Gástricas no Estudo da Patologia Ulcerosa" na sessão em Painel: Bases experimentais fisiológicas da Cirurgia Gastroduodenal, do II Seminário Internacional de Cirurgia, realizado no Centro de Estudos do Hospital de Ipanema - INPS - Rio de Janeiro – 29/11 a 3 de dezembro de 1976;
25. Expositor do sobre "Iatrogenia e Cirurgia do Esôfago", com o tema: "Estonoses iatrogênicas" no XIV Congresso Brasileiro de Cirurgia e I Seminário de Pós-graduação em Cirurgia - Rio de Janeiro - 29/08 a 3 de setembro de 1976;
26. Colaborador do V Curso de Métodos Propedêuticos e Terapêuticos em Gastroenterologia, proferido aula sobre "Bases fisiopatológicas da vagotomia gástrica proximal", no Hospital das Clínicas da Universidade de São Paulo - São Paulo - 13 de abril de 1977;
27. Conferência: "Tratamento Cirúrgico atual do Megaesôfago" da 1ª Jornada Mineira de Otorrinolaringologia - Belo Horizonte - MG - 6 de junho de 1977;
28. Palestra sobre o tema: "Hérnias de Hiato Diafragmático: Tratamento Cirúrgico", proferido no Curso Intensivo em Cirurgia do Aparelho Digestivo, promovido pelo Departamento de Cirurgia Geral da AMMG e o Curso de Pós-graduação em Cirurgia Abdominal da Faculdade de Medicina da UFMG - Belo Horizonte - MG - 12 de outubro de 1978;
29. Relator do tema: "Hérnia Hiatal" na mesa redonda sobre Esôfago, Estômago, Duodeno e Hiato Diafragmático no Curso de Cirurgia Geral realizado no XIV Congresso da Associação Médica de Minas Gerais - Belo Horizonte - MG - 05 a 9 de junho de 1979;
30. Palestra sobre o tema: "Tratamento do Megaesôfago Chagásico - Miotomias (Heller) e técnicas afins", no Curso Intensivo de Cirurgia do Aparelho Digestivo, promovido pelo Conselho Científico da AMMG e Curso de Cirurgia Abdominal da Faculdade de Medicina da UFMG - Belo Horizonte - MG – 28 e 29 de agosto de 1981;
31. Conferência: "Vagotomia Super seletiva" no Curso de Pós-graduação em moléstias Tropicais e Cirurgia abdominal, realizado na UFMG - Belo Horizonte - MG - 6 de agosto de 1982;
32. Relator do tema livre: "Alterações histopatológicas e ultra-estruturas dos nervos vagos do cão pós-vagotomia gástrica proximal", no 28º Congresso Brasileiro de Gastroenterologia, 4º Congresso Brasileiro de Endoscopia Digestiva e 5º Congresso Lusíada de Gastroenterologia, realizado no Palácio de Convenções do  Anhembi - SP - 22 a 26 de agosto de 1982;
33. Relator do tema livre: "Técnica da vagotomia gástrica proximal sem desvascularização da pequena curvatura", no 28º Congresso Brasileiro de Gastroenterologia, 4º Congresso Brasileiro de Endoscopia Digestiva e 5º Congresso Lusíada de Gastroenterologia realizados no Palácio de Convenções do Anhembi - SP – 22 a 26 de agosto de 1982;
34. Relator do tema livre: "Vagotomia gástrica proximal: onze anos de experiência", no 28º Congresso Brasileiro de Gastroenterologia, 4º Congresso Brasileiro de Endoscopia Digestiva e 5º Congresso Lusíada de Gastroenterologia realizados no Palácio de Convenções do Anhembi - SP – 22 a 26 de agosto de 1982;
35. Relator do tema livre: "Estômago", no 28º Congresso Brasileiro de Gastroenterologia, 4º Congresso Brasileiro de Endoscopia Digestiva e 5º Congresso Lusíada de Gastroenterologia realizados no Palácio de Convenções do Anhembi - SP – 22 a 26 de agosto de 1982;
36. Aula sobre o tema: "Vagotomia Super Seletiva" à convite da Clínica Cirúrgica dos Hospitais Felício Rocho e João XXIII, realizado no Centro de Estudos do Hospital Felício Rocho – Belo Horizonte - MG - 23 de setembro de 1982;
37. Relator do Painel "Úlcera Péptica" do I Curso de Atualização em Cirurgia do Aparelho Digestivo, realizado na Associação Médica de Minas Gerais - Belo Horizonte - MG - 1 de dezembro de 1982;
38. Participação da mesa redonda sobre: "Tratamento da Úlcera Clorido Péptica", realizada durante a Jornada Médica em Poços de Caldas, promovida pelo Conselho Científico de AMMG e Secção Regional de Poços de Caldas - MG - 04 a 5 de fevereiro de 1983;
39. Palestra sobre o tema: "Vagotomia Gástrica Proximal, sem desvascularização da pequena curvatura: experiência de 12 anos", proferida na Sociedade Brasileira de Endoscopia Digestiva, Capítulo de São Paulo - Ribeirão Preto - SP - 26 de abril de 1983;
40. Relator de Palestra: "Esôfago (esofagites, hérnia hiatal, fístulas divertículos)", proferida durante o Curso de Decisões Cirúrgicas, promovido pelo Conselho Científico da Associação Médica de Minas Gerais - Belo Horizonte - MG - 09 a 17 de maio de 1983;
41. Apresentação do filme "Vagotomia Gástrica Proximal" no VIII Curso Continuado de Gastroenterologia - São Paulo - 28 de maio de 1983;
42. Palestra sobre "Vagotomia Gástrica Proximal: Avaliação dos resultados", na 4ª sessão do VIII Curso Continuado de Gastroenterologia - São Paulo - 28 de maio de 1983;
43. Apresentação do vídeo tape sobre "Técnica de Vagotomia Gástrica Proximal sem desvascularização da pequena curvatura do estômago", realizado no XVI Congresso da Associação Médica de Minas Gerais - Belo Horizonte - MG - 12 a 17 de junho de 1983;
44.  Relator e coordenador do Painel: "Abdome Agudo Oclusivo", sobre o tema: "Diagnóstico de Abdome Agudo Oclusivo", durante o Curso Intensivo de abdome agudo, promovido pelo Curso de Pós-graduação em Cirurgia da Faculdade de Medicina da UFMG, Colégio Brasileiro de Cirurgiões e Departamento de Cirurgia Geral da AMMG - Belo Horizonte - MG - 05 e 6 de agosto de 1983;
45.  Comentarista do tema: "Afecções  da junção esôfago-gástrica-atualização", apresentado pelo Prof. Henrique W. Pinotti, de São Paulo, à convite, no Curso de Atualização em Gastroenterologia, promovido pelos Departamentos de Clínica Médica e Cirurgia Geral da Santa Casa de Misericórdia de Belo Horizonte - MG - 16 de setembro de 1983;
46.  Relator de Palestra "Esofagites e Tratamento atual da Úlcera Péptica", proferida durante a Jornada Médica de  Lavras, promovida pela Associação Médica de Minas Gerais, Seccional Sul de Minas Gerais e Secção Regional de Lavras - MG - 17 de setembro de 1983;
47.  Relator da exposição sobre "Vagotomia Super Seletiva", proferida no Curso de Residência Médica da Clínica Cirúrgica, no Hospital Felício Rocho - FHEMIG - Belo Horizonte - MG - 22 de setembro de 1983;
48.  Conferência: "Vagotomia Super seletiva: 12 anos de experiência", promovida na reunião da Sociedade de Gastroenterologia e Nutrição de Minas Gerais - Belo Horizonte - MG - 25 de outubro de 1983;
49. Conferência: "Vagotomia Super seletiva sem Desvascularização", proferida no Centro de Estudos do Hospital da Restauração - Recife - PE - 25 de novembro de 1983;
50. Relator do tema: "Esofagite de Refluxo: Aspectos Cirúrgicos", proferido na reunião da Sociedade de Gastroenterologia e Nutrição de Minas Gerais (Departamento de Gastroenterologia e Nutrição da AMMG) - Belo Horizonte - MG - 26 de junho de 1984;
51. Co-autor do tema livre: "Alterações Histopatológicas e Ultra Estruturais dos Nervos Vagos no Cão após Vagotomia Gástrica Proximal", apresentado no Congresso Brasileiro de Endoscopia Digestiva - Belo Horizonte - MG - 26 a 30 de agosto de 1984;
52. Autor e relator de trabalho "Técnica de Vagotomia Gástrica Proximal sem Desvascularização da Pequena Curvatura", apresentado na sessão Audiovisual do XXIX Congresso Brasileiro de Gastroenterologia e V Congresso Brasileiro de Endoscopia Digestiva - Belo Horizonte - MG - 27 de agosto de 1984;
53. Comentarista da sessão audiovisual "Hérnia de Hiato-gastrite Alcalina de Refluxo" dos Drs. Orlando Marques Vieira, Delta Madureira Filho, Antônio Augusto Peixoto, Francisco Maia e José Hilário, no XXIX Congresso Brasileiro de Gastroenterologia e V Congresso Brasileiro de Endoscopia Digestiva - Belo Horizonte - MG - 27 de agosto de 1984;
54. Participação na qualidade de presidente, na Conferência sobre "Conduta na Hemorragia Digestiva Alta", proferida pelo Dr. Lloyd M. Nyhus, no Congresso Brasileiro de Gastroenterologia e V Congresso de Endoscopia Digestiva - Belo Horizonte - MG - 28 de agosto de 1984;
55. Autor e relator do tema livre: "Vagotomia Gástrica Proximal: 13 anos de experiência", apresentado na sessão de Temas Livres do XXIX Congresso Brasileiro de Gastroenterologia e V Congresso Brasileiro de Endoscopia Digestiva - Belo Horizonte - MG - 29 de agosto de 1984;
56. Conferência: "Tratamento Cirúrgico da Úlcera Péptica", realizado no Curso de Gastroenterologia, promovido pelas disciplinas de Gastroenterologia Clínica e Gastroenterologia e Nutrição, respectivamente dos Cursos de Pós-graduação em Cirurgia Abdominal - Departamento de Cirurgia e Medicina Tropical - Departamento de Clínica Médica da UFMG - Belo Horizonte - MG - 14 de setembro de 1984;
57. Conferência: "Tratamento Cirúrgico da Úlcera Péptica", proferida na Reunião Científica do Curso de Pós-graduação em Medicina Tropical, Cirurgia Abdominal da Faculdade de Medicina da UFMG - Belo Horizonte - MG - 14 de setembro de 1984;
58. Palestra sobre o tema: "Aspectos Cirúrgicos da Esofagite de Refluxo", proferida no Curso de Extensão para área de Graduação, organizado pelo Serviço de Gastroenterologia, Nutrição e Cirurgia do Aparelho Digestivo da UFMG - Belo Horizonte - MG - 24 de setembro de 1984;
59. Apresentador do filme e VT "Técnica da Vagotomia Gástrica Proximal com Preservação Adrenérgica", no XVII Congresso Brasileiro de Cirurgiões, promovido pelo Colégio Brasileiro de Cirurgiões - Rio de Janeiro - 21 a 26 de julho de 1985;
60. Apresentador do tema livre: "Vagotomia Gástrica Proximal com Preservação Adrenérgica (VGP-PA): 14 anos de experiência", no XVIII Congresso Brasileiro de Cirurgia, promovido pelo Colégio Brasileiro de Cirurgiões - Rio de Janeiro - 21 a 26 de julho de 1985;
61. Debatedor da sessão de temas livres Estômago-Duodeno II, no XVIII Congresso Brasileiro de Cirurgia, promovido pelo Colégio Brasileiro de Cirurgiões - Rio de Janeiro – 21 a 26 de julho de 1985;
62. Debatedor do tema livre: "Urgências", no XVIII Congresso Brasileiro de Cirurgia, promovido pelo Colégio Brasileiro de Cirurgiões - Rio de Janeiro – 21 a 26 de julho de 1985;
63. Debatedor do tema livre: "Câncer Gástrico", no XVIII Congresso Brasileiro de Cirurgia, promovido pelo Colégio Brasileiro de Cirurgiões - Rio de Janeiro – 21 a 26 de julho de 1985;
64. Apresentador do filme "Technique of gastric vagotomy with adrenergic preservation (PGV-AP)", no Congresso da "Société Internacionale de Chirurgie" - Paris - 24 de setembro de 1985;
65. Apresentador do tema livre: "Proximal gastric vagotomy with adrenergic preservation: fourteen years of follow-up", no Congresso da "Société Internacionale de Chirurgie" - Paris - 24 de setembro de 1985;
66. Conferência: "Vagotomia Super Seletiva" (filme em vídeo cassete) no Curso de Atualização em Gastroenterologia e Cirurgia do Aparelho Digestivo, promovido pelo Serviço de Gastroenterologia, Nutrição e Cirurgia do Aparelho Digestivo do Hospital das Clínicas da UFMG e Departamento de Cirurgia da Associação Médica de Minas Gerais - Belo Horizonte - MG - 4 de outubro de 1985;
67. Apresentador do filme: "Técnica de Vagotomia Gástrica Proximal", na 1ª Jornada Médico-Cirúrgica de Campina Grande e II Simpósio Paraibano de Suporte Nutricional - Campina Grande - PB - 22 a 24 de maio de 1986;
68. Palestra sobre o tema: "Vagotomia Gástrica Proximal com Preservação Adrenergética: 15 anos de experiência" na Reunião mensal do Departamento de Cirurgia Geral da Associação Médica de Minas Gerais, em conjunto com o Departamento de Gastroenterologia e o Colégio Brasileiro de Cirurgiões - Belo Horizonte - 19 de agosto de 1986;
69. Conferência: "Cirurgia Gastroduodenal", realizada no Curso Controvérsias em Cirurgia, promovido pelo Centro de Estudos do Hospital Mater Dei - Belo Horizonte - MG - 15 de maio de 1987;
70. Participante da mesa Redonda sobre o tema: "Como eu trato Úlcera Péptica Duodenal", como convidado da Clínica Cirúrgica do Hospital Belo Horizonte - MG - 11 de agosto de 1987;
71. Co-autor do trabalho "Teste do Vermelho Congo Endoscópico, Pré-operatório, na Vagotomia Gástrica Proximal", apresentado no 8º Seminário Brasileiro de Endoscopia Digestiva e 4ª Jornada Nordeste de Gastroenterologia - Salvador - BA - 06 a 9 de setembro de 1987;
72. Palestra sobre "Acidentes, Complicações e Seqüelas das Vagotomias", proferida no Curso de Extensão em Cirurgia Geral, do Curso de Pós-graduação do Departamento de Cirurgia da Faculdade de Medicina da UFMG - Belo Horizonte - MG - 18 de setembro de 1987 ;
73. Relator do tema "Úlcera Duodenal e Vagotomia Gástrica Proximal", na Mesa Redonda sobre "Úlcera Péptica" do XVIII Congresso Brasileiro de Cirurgia, Promovido pelo Colégio Brasileiro de Cirurgiões - São Paulo - SP - 24 a 29 de julho de 1988;
74.  Debatedor da sessão "Ensino Programado em Cirurgia", no XVIII Congresso Brasileiro de Cirurgia, promovido pelo Colégio Brasileiro de Cirurgiões - SP - 24 a 29 de julho de 1988;
75.  Palestrante da II Jornada de Cultura e Ciência da Saúde da Faculdade de Ciências Médicas de Minas Gerais - Belo Horizonte - MG - 10 de março de 1989;
76.  Palestrante: Abertura; O programa da Faculdade de Ciências Médicas de Minas Gerais; Hospitais: São José, de Moema e de Santo Antônio do Amparo; Seminário (A reforma do regimento da FCMMG) da IV Jornada de Cultura e Ciências de Saúde - Belo Horizonte - MG - 18 a 22 de fevereiro de 1991;
77. Moderador Vídeo Session - Technique of anterior proximal gastric vagotomy with adrenergic preservation (APGV-AP) plus anterior selective vagotomy through videolaparoscopy - 34th . World Congress Surgery, Stockholm - Sweden – 1991;
78. Apresentador de Tema Livre - Proximal gastric vagotomy with adrenergic preservation (PGV-AP): Twenty years of experience - 34th . World Congress Surgery, Stockholm - Sweden - 1991;
79. Apresentador do Vídeo - Technique of anterior proximal vagotomy with adrenergic preservation (APGV-AP) plus anterior selective vagotomy through videolaparoscopy - 78th . Clinical Congress in New Orleans - USA - 1992;
80. Coordenou a Conferência de abertura - "Os direitos do portador da Síndrome de Down e sua integração social" - Belo Horizonte - MG - 03 a 5 de junho de 1993;
81. Apresentador da mesa redonda: Úlcera Péptica com o tema: "Tratamento cirúrgico da úlcera duodenal" no XX Congresso Brasileiro de Cirurgia - Rio de Janeiro - RJ - 25 a 29 de julho de 1993;
82. Debatedor do Colóquio Universitário I "Incorporação da tecnologia ao ensino da medicina", do III Congresso Nacional de Cirurgia Experimental e II Congresso Internacional de Cirurgia - Belo Horizonte - MG - 27 a 30 de agosto de 1993;
83. Debatedor do Colóquio Universitário IV "Compatibilização do progresso no ensino e prestação de serviço em cirurgia com a precariedade econômica das escolas" do III Congresso Nacional de Cirurgia Experimental e II Congresso Internacional de Cirurgia – Belo Horizonte - MG - 27 a 30 de agosto de 1993;
84. Apresentador do tema livre: "Vagotomia gástrica proximal com preservação Adrenérgica em vídeo laparoscopia" do III Congresso Nacional de Cirurgia Experimental e II Congresso Internacional de Cirurgia - Belo Horizonte - MG - 27 a 30 de agosto de 1993;
85. Apresentador da palestra "O ensino Médico no Brasil. Há necessidade de mudanças?", promovido pelo BIOCOR - Hospital de Doenças Cardiovasculares LTDA - Belo Horizonte - MG - 10 de dezembro de 1993;
86. Apresentador do tema: "Vagotomia Gástrica Proximal com preservação adrenérgica" na sessão de vídeos abordando Estômago do XXI Curso de Atualização em Cirurgia do Aparelho Digestivo, XVI Curso de Atualização em Gastroenterologia, III Curso de Saturas Mecânicas em Cirurgia Digestiva, III Curso de Cirurgia Videolaparoscópica - São Paulo - SP - 8 de julho de 1994;
87. Relator do tema: "Aspectos atuais da cirurgia da úlcera péptica" na Reunião dos Serviços Integrados de Pós-graduação em Cirurgia Geral no Hospital Santa Casa de Misericórdia de Belo Horizonte - MG - 28 de setembro de 1994;
88. Conferencista do tema: "Ações do Estado e Município na Educação e na Saúde" do I Fórum de Estudos Sobre Saúde e Educação do Triângulo Mineiro, sobre Saneamento Básico - Uberaba - MG - 11 de agosto de 1995;
89. Conferência: "Technique of anterior proximal gastric vagotomy  with adrenergic preservation (APGV-AP) plus posterior selective vagotomy through videolaparoscopy"- 36th World Congress of Surgery of ISS/SIC - Lisboa - Portugal - 1 de setembro de 1995;
90. Conferência: "Políticas e Estratégias para maximização do Sistema Unificado de Saúde" - Associação dos Diplomados da Escola Superior de Guerra - Delegacia Regional de Minas Gerais - Belo Horizonte - MG -4 de outubro de 1995;
91. Expositor/debatedor do tema: "A experiência do Estado de Minas Gerais" no Seminário "O processo de implantação do SUS: Situação atual, tendências e perspectivas" - São Paulo - SP - 22 a 24 de outubro de 1995;
92. Conferência: "Consórcios Intermunicipais de Saúde" - Itajubá - MG - 1995;
93. Moderador da Sessão de Vídeo: Gastric, Thoracoscopic Surgery, miscellaneous - 36th. World Congress of Surgery - Lisbon - Portugal - 1995;
94. Apresentação do Vídeo: Technique of anterior proximal vagotomy with adrenergic preservation (APGV-AP) plus anterior selective vagotomy through videolaparoscopy, no 36th. World Congress of Surgery - Lisbon - Portugal - 1995;
95. Palestrante da III Conferência Estadual de Saúde - Belo Horizonte - MG - 17 a 20 de junho de 1996;
96. Conferencista do Curso de Estudos Superiores de Planejamento estratégico - ACADEPOL- MG e SESP - Belo Horizonte - MG - 28 de agosto de 1996;
97. Conferência: "Políticas e Estratégias para maximização do Sistema Unificado de Saúde" - Associação dos Diplomados da Escola Superior de Guerra - Delegacia Regional de Minas Gerais - Belo Horizonte - MG - 25 de setembro de 1996;
98. Relator de mesa na apresentação do painel: "Consórcio de Saúde Unimed" com o tema: "Consórcio de Saúde - Experiência de Minas Gerais" na XXVI Convenção Nacional Unimed - Rio de Janeiro - 25 a 29 de setembro de 1996;
99. Conferencista no painel "Sistemas de Assistência Médico-Hospitalar no Brasil", relatando sobre o tema "SUS" no XV Encontro Mineiro de Hospitais - Belo Horizonte - MG - 16 a 18 de outubro de 1996;
100. Coordenador da IV Oficina de Trabalhos do CONASS "Vigilância à Saúde - ética no SUS - Estratégias para operacionalização da NOB - SUS - Alocação de Serviços de Saúde" - Natal - RN - 1996;
101. Participou da IV Oficina de Trabalhos do CONASS "Vigilância à Saúde - ética no SUS - Estratégias para operacionalização da NOB - SUS - Alocação de Serviços de Saúde" na condição de Secretário Estadual de Saúde de Minas Gerais - Natal - RN - 1996;
102. Presidente das Conferências "Hipertensão Porta" e "Complicações no tratamento da hérnia inguinal aberta e por vídeo" no Cirurgia 97 - Belo Horizonte - MG - 01 a 3 de maio de 1997;
103. Palestrante do XIII Encontro Nacional de Secretários Municipais de Saúde na qualidade - Brasília - DF - 15 a 17 de maio de 1997;
104. Conferencista do Painel "El Consórcio Intermunicipal" do II Congresso de Secretários Municipales de Salud de Las Americas - Tema: El Consorcio Intermunicipal - Cuba - 02 a 6 de junho de 1997;
105. Coordenador do tema: "Captação, doação e transplantes de órgãos e a mídia" no I Fórum Internacional de Captação e Doação de Órgãos de Minas Gerais - Belo Horizonte - MG - 26 a 28 de março de 1998;
106. Debatedor no Painel "Perfil do Profissional à ser Graduado" na FCMMG no 1º semestre de 1999 - Belo Horizonte - MG - 15 de abril de 1999;
107. Participação da II Conferência Nacional de educação, Cultura e Desporto – Uma Escola para Inclusão Social – Brasília DF – 21 e 22 de novembro de 2001;
108. 1º Simpósio de Responsabilidade Civil da SOGIMIG / FEBRASGO na qualidade de conferencista do Tema "Projeto de LEI" – Belo horizonte – MG – 05 e 6 de setembro de 2003;
109. Participação da Mesa Redonda sobre o tema: "O Legislativo Brasileiro e a Saúde do Homem", na semana de aniversário do Hospital das Forças Armadas – I Fórum de Políticas Públicas em Saúde e Doenças do Homem, realizado no período de 21 a 24 de março de 2005 – Brasília-DF;
110. Participação como palestrante no 4°Fórum Jurídico Unidas – União Nacional das        Instituições de Autogestão em Saúde, realizado nos dias 26 e 27 de abril de 2005 – Brasília-DF;
111. Participação como conferencista da Cerimônia de Posse da Diretoria da Associação Catarinense de Medicina – Gestão 2005/2008 realizada no dia 21 de outubro de 2005 – Florianópolis-SC;
112. Conferencista discorrendo sobre o tema: Projeto de Implantação da CBHPM + Sistema Único de Saúde – VI Congresso Paulista e V Congresso Brasileiro de Política Médica, promovidos pela Associação Médica Brasileira e Associação Paulista de Medicina, no dia 25 de novembro de 2005 – São Paulo – SP;
113. Participação como Palestrante discorrendo sobre o tema: Os Desafios para o Setor da Saúde: "É possível superar os entraves para a adequada regulamentação do setor?" – Evento da SOMIMG – Sociedade Mineira de Médicos Gestores – FMDH – Fundação Mineira de Desenvolvimento Hospitalar –  18 de maio de 2006 – Belo Horizonte – MG;
114. Participação como palestrante no Ciclo de Debates "Formação Política", com o tema: "A Saúde no Governo do PSDB" – PSDB Municipal – 22 de maio de 2006 – Belo Horizonte – MG;
115. Participação como palestrante da Mini-Conferência Política e Finanças no XXIII Congresso Brasileiro de Nefrologia – 11 de outubro de 2006 – Gramado/RS;
116. Participação como palestrante no Programa de Pós-Graduação Stricto Sensu – Mestrado em Bioética, do Centro Universitário São Camilo, com o tema "A ética na sociedade contemporânea" – 9 de fevereiro de 2007 – São Paulo - SP;
117. Participação como palestrante na IV Conferência Municipal de Saúde de Passos – 14 de setembro de 2007 – Passos – MG;
118. Participação do 35º Curso de Atualização em Cirurgia do Aparelho Digestivo e Coloproctologia – GASTRÃO 2008, na qualidade de Conferencista, abordando o tema: "Regulamentação de Abertura das Escolas Médicas no Brasil";
119. Participação como Palestrante sobre o tema "A Ética na Política" – Faculdade de Ciências Sociais Aplicadas de Extrema – 8 de maio de 2009 – Extrema – MG;
120. Participação do 1º Seminário de Legisladores do Sul de Minas – Câmara Municipal de Paraisópolis – 9 de maio de 2009 – Paraisópolis – MG;
121. Palestra sobre o Tema "O papel do poder Legislativo à luz da Constituição Brasileira" - II Semana Jurídica, promovida pelo Curso de Direito do Universitas – Centro Universitário de Itajubá -  25 a 28 de agosto de 2009 – Itajubá – MG.

## Participação em Congressos
1. Participante da 2ª Reunião dos discípulos do Dr. Fernando Paulino, Rio de Janeiro - 20 a 25 de julho de 1970;
2. Participante do 22º Congresso Brasileiro de Gastroenterologia, Araxá - MG - 31/08 a 4 de setembro de 1970;
3. Participante do 10º Congresso da Associação Médica de Minas Gerais, Belo Horizonte - MG - 22 a 28 de novembro de 1970;
4. Secretário de sessão de temas livres no 10º Congresso da Associação Médica de Minas Gerais - Belo Horizonte - MG – 22 a 28 de novembro de 1970;
5.  Participante do VII Curso de Atualização em Cirurgia das Vias Biliares, promovido pela Associação Médica de Minas Gerais - Belo Horizonte - MG - 23 a 27 de novembro de 1970;
6.  Secretário do Colóquio "Neoplasias do fígado", no XXII Congresso Brasileiro de Gastroenterologia - 4 de setembro de 1970;
7.  Participante do XII Congresso Brasileiro de Cirurgia e XII Congresso Interamericano de Cirurgia, promovido pelo Colégio Brasileiro de Cirurgiões, Rio de Janeiro - 11 a 16 de julho de 1971;
8.  Participante do 11º Congresso da Associação Médica de Minas Gerais - Poços de Caldas - MG - 22 a 27 de outubro de 1972;
9.  Participante da 1ª Bienal Médica de Juiz de Fora - MG - 20 a 26 de maio de 1973;
10. Participante da 2ª Bienal de Ciências e Humanismo de São Paulo;
11. Participante do 2º Curso de Atualização em Fisiopatologia do Aparelho Digestivo do Diretório Acadêmico da Faculdade de Medicina da Universidade Federal de São Paulo;
12. Participante do XXV Congresso Brasileiro de Gastroenterologia, I Congresso Brasileiro de Endoscopia Digestiva, II Congresso Lusíada de Gastroenterologia e IV Simpósio Brasileiro de Hepatologia - Salvador - BA - 11 a 17 de julho de 1976;
13. Participante do Curso de "Doenças do Pâncreas" no XXV Congresso Brasileiro de Gastroenterologia - Salvador - BA - 11 a 17 de julho de 1976;
14. Participante do XIV Congresso Brasileiro de Cirurgia e I Simpósio de Pós-graduação em Cirurgia - Rio de Janeiro - 29/08 a 3 de setembro de 1976;
15. Participante do II Seminário Internacional de Cirurgia, realizado no Centro de Estudos do Hospital de Ipanema - IMPS - Rio de Janeiro - 29/11 a 3 de dezembro de 1976;
16. Participante do Curso "Cirurgia de Esôfago, Estômago e Duodeno", no XIV Congresso Brasileiro de Cirurgia e I Seminário de Pós-graduação em Cirurgia - Rio de Janeiro - 29/08 a 3 de setembro de 1976;
17. Participante do XIII Congresso da Associação Médica de Minas Gerais e 1ª Jornada Mineira de Otorrinolaringologia - Araxá - MG - 04 a 10 de junho de 1977;
18. Participante do XV Congresso Pan-americano de Gastroenterologia e II Congresso Pan-americano de Gastroenterologia e II Congresso Pan-americano de Endoscopia Digestiva – 02 a 7 de outubro de 1977;
19. Participante do XVI Congresso Brasileiro de Cirurgia, promovido pelo Colégio Brasileiro de Cirurgia - Rio de Janeiro - 18 a 23 de junho de 1982;
20. Participante do 28º Congresso de Gastroenterologia, 4º Congresso Brasileiro de Endoscopia Digestiva e 5º Congresso Lusíada de Gastroenterologia, realizado no Palácio de Convenções do Anhembi - SP - 22 a 26 de agosto de 1982;
21. Participante do Simpósio Regional sobre Resistência Bacteriana e Infecções Mistas - Belo Horizonte - MG - 19 de março de 1983;
22. Participante do XXIX Congresso Brasileiro de Gastroenterologia e V Congresso Brasileiro de Endoscopia Digestiva - Belo Horizonte - MG - 26 a 30 de agosto de 1984;
23. Participante do Curso de Integração Psicossocial, promovido pela "Analises  Transaccional Y Tecnicas Activas de Desardio Humano SC" - Belo Horizonte - MG - 05 a 8 de novembro de 1985;
24. Participante do XVII Congresso Brasileiro de Cirurgia, promovido pelo Colégio Brasileiro de Cirurgiões - Rio de Janeiro - 21 a 26 de julho de 1985;
25. Participante do Curso "Controvérsias em Cirurgia", promovido pelo Centro de Estudos do Hospital Mater Dei - Belo Horizonte - MG - 13 a 15 de maio de 1987;
26. Participante do Seminário "Educação Médica para a nova política de Saúde", promovido pelo MEC/SESU/AECS - Brasília - DF - 17 a 20 de agosto de 1987;
27. Participante do "II Seminário Mineiro de Professores de Semiologia Médica", promovido pela Associação Mineira de Educação Médica - Barbacena - MG - 18 a 19 de setembro de 1987;
28. Participante do I Simpósio Internacional de Distúrbios de Aprendizagem, realizado pelo Instituto Mineiro de Reabilitação Profissional e Integração Sensorial, Associação Latino-americana de Pediatria e Comissão Central de Pós-graduação da Faculdade de Ciências Médicas de Minas Gerais - Belo Horizonte - Minas Gerais - 8 de outubro de 1987;
29. Coordenador de 1ª Jornada Científica da Faculdade de Ciências Médicas de Minas Gerais - Belo Horizonte - MG - 20 a 22 de outubro de 1987;
30. Participante do XXV Congresso Brasileiro de Educação Médica promovido pela ABEM - Maceió - 09 a 12 de outubro de 1987;
31. Participante e Presidente de sessão de Conferências do XVIII Congresso Brasileiro de Cirurgia, promovido pelo Colégio Brasileiro - São Paulo - 24 a 29 de julho de 1988;
32. Participante do Seminário "Universidade na Política de Integração Interinstitucional em Saúde - UNISIS" promovido pela Assessoria Especial de Ciências da Saúde do SESU/MEC - Brasília - DF - 19 a 21 de julho de 1988;
33. Participante da II Jornada de Cultura e Ciência da Saúde da Faculdade de Ciências Médicas de Minas Gerais e I Semana de Estudos da Santa Casa de Misericórdia de Belo Horizonte - MG - 10 de março de 1989;
35. Participação do II Congresso do Colégio Brasileiro de Cirurgia Digestiva, naqualidade de Relator do Tema: "Vagotomia Gástrica Proximal" – São Paulo – SP – 12 de julho  de 1990;
36. Participante da IV Jornada de Cultura e Ciências de Saúde, promovido pela Faculdade de Ciências Médicas de Minas Gerais - Belo Horizonte - MG - 18 a 22 de fevereiro de 1991;
37. Participante do 34th . World Congress Surgery, Stockholm - Sweden - 1991;
38. Participante do 78th Clinical Congress of The American College of Surgeons - New Orleans - USA - 11 a 16 de outubro de 1992;
39. Participante da III Jornada Médica da Campanha, promovida pela Associação Médica Campanhense na condição de convidado especial - Campanha - MG - 7 de março de 1993;
40. Participante da Conferência de abertura - "Os direitos do portador da Síndrome de Down e sua integração social", promovido pela Faculdade de Ciências Médicas de Minas Gerais/Família Down - Belo Horizonte - MG - 03 a 5 de junho de 1993;
41. Participante do XX Congresso Brasileiro de Cirurgia, promovido pelo Colégio Brasileiro de Cirurgiões - Rio de Janeiro - RJ – 25 a 29 de julho de 1993;
42. Participante como congressista e debatedor do III Congresso Nacional de Cirurgia Experimental e II Congresso Internacional de Cirurgia, promovido pela Faculdade de Medicina da UFMG - Belo Horizonte - MG - 27 a 30 de agosto de 1993;
43. Participante do 2º Seminário das Fundações de Direito privado do Estado de Minas Gerais - Belo Horizonte - MG – 26 de novembro de 1993;
44. Participante do I Congresso Franco-brasileiro em Gestão Hospitalar na qualidade de convidado - Brasília - DF - 3 de dezembro de 1993;
45. Participante do XXI Curso de Atualização em Cirurgia do Aparelho Digestivo, XVI Curso de Atualização em Gastroenterologia, III Curso de Saturas Mecânicas em Cirurgia Digestiva, III Curso de Cirurgia Videolaparoscopia - São Paulo - SP – 8 de julho de 1994;
46. Participante do 1º Simpósio Internacional de Medicina Assistencial e Saúde Pública, promovido pela Associação Médica Brasileira, Federados e Regionais - Belo Horizonte - MG - 10 a 13 de agosto de 1994;
47. Participante, como delegado, do Seminário Nacional - Universidade e Sistema Único de Saúde: A formação de recursos humanos - Belo Horizonte - MG - 20 a 23 de setembro de 1994;
48. Palestrante da Jornada de Cirurgia, promovida pela Faculdade de Ciências Médicas de Minas Gerais realizada em Lavras - MG - 24 de setembro de 1994;
49. Participante da reunião dos serviços integrados de pós-graduação em cirurgia geral no Hospital Santa Casa de Misericórdia de Belo Horizonte, promovido pela Faculdade Ciências Médicas de Minas Gerais - Belo Horizonte - MG - 28 de setembro de 1994;
50. Participante da Comissão de Ensino de Colégio Brasileiro de Cirurgia Digestiva - São Paulo - SP - 24 de abril de 1995;
51. Participante do 1º Seminário A Saúde em Debate, promovido pela Câmara Municipal de Montes Claros - MG - 19 de junho de 1995;
52. Participante do VIII SUEMG – Simpósio das Unimeds de Minas Gerais - Juiz de Fora - MG - 05 a 8 de julho de 1995;
53. Participante do I Fórum de Estudos sobre Saúde e Educação do Triângulo Mineiro, sobre Saneamento Básico, realizado na Faculdade de Medicina do Triângulo Mineiro - Ministério da Educação e do Desporto - Uberaba - MG - 11 de agosto de 1995;
54. Participante do 36th World Congress of Surgery organizado na International Surgical Week ISW 95 - Lisboa - Portugal - 27/08 a 2 de setembro de 1995;
55. Participante da XV Semana Médica, promovida pelo DACCAPE- Departamento de Assuntos Científico-Culturais e Apoio Pedagógico, da Faculdade de Medicina de Itajubá - MG - 18 a 22 de setembro de 1995;
56. Participante do 36th .World Congress of Surgery - Lisbon - Portugal - 1995;
57. Participante do Seminário "O processo de implantação do SUS: Situação atual, tendências e perspectivas", promovido pela Universidade de São Paulo e Faculdade de Saúde Pública - SP – 22 a 24 de outubro de 1995;
58. Participante da 1ª Oficina de Trabalho do CONASS - Norma Operacional Básica 96 - Belém - PA - 14 e 15 de março de 1996;
59. Participante do II Encontro de Provedores, Diretores e Administradores de Santas Casas e Hospitais Filantrópicos de Minas Gerais - Sete Lagoas - MG - 18 e 19 de maio de 1996;
60. Participante da III Conferência Estadual de Saúde, promovido pela Secretaria Estadual de Saúde - Belo Horizonte - MG - 17 a 20 de junho de 1996;
61. Participante da III Oficina de Trabalho do CONASS - Ouro Preto - MG - 22 e 23 de agosto de 1996;
62. Participante da 10º Conferência Nacional de Saúde na qualidade de convidado, promovido pelo Ministério da Saúde - Brasília - DF - 6 de setembro de 1996;
63.  Participante da XXVI Convenção Nacional Unimed - Rio de Janeiro - 25 a 29 de setembro de 1996;
64. Participante do XV Encontro Mineiro de Hospitais, no Centro de Convenções do Hospital Madre Teresa - Belo Horizonte - MG – 16 a 18 de outubro de 1996;
65. Participante da IV Oficina de Trabalhos do CONASS "Vigilância à Saúde - ética no SUS - Estratégias para operacionalização da NOB - SUS - Alocação de Serviços de Saúde" na condição de Secretário Estadual de Saúde de Minas Gerais - Natal - RN - 24 e 25 de outubro de 1996;
66. Participante da 1ª Oficina de Trabalho do CONASS/97 - "Epidemiologia, Acreditação de Serviços de Saúde, Políticas Sociais, MERCOSUL e Temas Relevantes para o Setor Saúde Brasileiro" - Curitiba - PR - 13 e 14 de março de 1997;
67. Participante da II Plenária Nacional de Conselhos de Saúde, promovida pelo Conselho Nacional de Saúde do Ministério da Saúde - Brasília - DF - 16 de abril de 1997;
68. Participante do Seminário Internacional de Saúde como assistente - Ipatinga - MG - 25 e 27 de abril de 1997;
69. Participante do Cirurgia 97 - Fronteiras da Cirurgia Geral e Especialidades - Belo Horizonte - MG – 01 a 3 de maio de 1997;
70. Participante do XIII Encontro Nacional de Secretários Municipais de Saúde, promovido pelo CONASEMS - Brasília - DF – 15 a 17 de maio de 1997;
71. Participante do II Congresso de Secretários Municipales de Salud de las Americas no Palácio de Convenciones de La Habana - Cuba - 02 a 6 de junho de 1997;
72. Participante III Encontro de Saúde das Cidades em "Gestão Semi-plena" no Estado de MG - Divinópolis - MG - 18 de agosto de 1997;
73. Participante da III Oficina de Trabalho e 5ª Assembleia Ordinária do CONASS – 21 e 22 de    agosto de 1997 – Campo Grande – MS – 22 DE AGOSTO DE 1997;
74. Participante do I Congresso Nacional pela Excelência, promovido pela União Brasileira para a Qualidade - Belo Horizonte - MG - 27 a 30 de outubro de 1997;
75. Participante da Operação Saúde na cidade de São Thomé das Letras, prestando serviços de caráter social e solidária, em ação conjunta com Lions Clube Três Corações - Santa Tereza - Três Corações - MG - 3 de novembro de 1997;
76. Patrocinador do Seminário Internacional "Transtornos Autísticos no Ciclo da Vida" , promovido pelo GEPADI - Belo Horizonte - MG - 14 de dezembro de 1997;
77. Participante do I Simpósio Internacional de Distúrbios de Aprendizagem - Belo Horizonte - MG – 1997;
78. Participante do I Fórum Internacional de Captação e Doação de Órgãos de Minas Gerais, promovido pela Secretaria Estadual de Saúde - Belo Horizonte - MG - 26 a 28 de março de 1998;
79. Participante do Simpósio Internacional Gravidez na Adolescência, Parlamentares e Especialistas Construindo Propostas para a Ação – Brasília – DF – 1999;
80. Debatedor no Painel "Perfil do Profissional a ser Graduado" na FCMMG no 1º semestre de 1999 – Belo Horizonte – MG - 15 de abril de 1999;
81. Participação do 2º FISO – Fórum Nacional de Fiscalização do exército Profissional da Odontologia como Painelista – Belo Horizonte – MG – Maio de 2002;
82. XVIII Congresso Latino Americano de Coloproctologia e 52º Congresso Brasileiro de       Coloproctologia na qualidade de Autor do Trabalho " A colonoscopia com magnificação de imagem como diagnóstico diferencial para pólipos do intestino grosso" – Salvador – BA – 7 de setembro de 2003;
83. Participação da 33ª Convenção Nacional Unimed como debatedor do painel "Sociedades Cooperativas na Visão dos Três Poderes com o Tema "Apoio e Estímulo ao Cooperativismo e Assistência à Saúde pelas Sociedades Cooperativas – Fortaleza – CE – 13 de setembro de 2003;
84. Participante do VII Congresso Mineiro de Gastroenterologia e IV Congresso Mineiro de Endoscopia Digestiva – Juiz de Fora – MG - 25 de outubro de 2003;
85. Participante do 1º Congresso Brasileiro de Telemedicina e Telesaúde e 2º Congresso Latino Americano de Internet na Medicina, como coordenador da mesa redonda: Robótica e Telemedicina em Cirurgia". São Paulo – SP – 4 de novembro de 2003;
86. Participante do XVI Seminário Brasileiro de Endoscopia Digestiva e do Congresso Sul-Brasileiro de Gastroenterologia – Florianópolis – SC – 23 a 26 de novembro de 2003;
87. Participação no I Fórum Ético Legal em Análises Clínicas realizado pelo Conselho Federal de Farmácia – Brasília – DF – 21 de maio de 2004;
88. Palestrante no 3º Encontro Científico realizado pela Academia Brasileira de Administração Hospitalar – Rio de Janeiro – RJ – 2 de julho de 2004;
89. Participação do Seminário Internacional da Saúde promovido pela  da Organização Mundial da saúde , discussão sobre o tema "Síndrome da Hipersensitividade Eletromagnética". Praga – República Tcheca – 25 a 26 de outubro de 2004;
90. Palestrante do "XVII Encontro dos Conselhos Regionais de Medicina das Regiões Sul e Sudeste" – Rio Othon Palace Hotel – Rio de Janeiro – RJ - 03 a 6 de novembro de 2004;
91. Apresentador da mesa redonda "Visão Política da Saúde Suplementar" da 34ª Convenção Nacional UNIMED – 24 a 27 de novembro de 2004 – Rio de Janeiro – RJ;
92. Organizador do I Seminário: Política Nacional de Medicamentos, promovido pela Frente Parlamentar da Saúde – 10 a 11 de março de 2005 – São Paulo/SP;
93. Palestrante do 32º Congresso da Sociedade Brasileira de Cirurgia Cardiovascular e 1º Encontro Latino-Americano de Cirurgia Cardiovascular. 27,28,29 e 30 de abril de 2005 – Vitória – ES;
94. Palestrante  do Tema "O cirurgião e o Parlamento na Mesa Redonda "Processo de Gestão para um Cirurgião Geral / Medicina no Parlamento no Congresso Brasileiro de Cirurgia Geral – Cirurgia 2005 e da 1ª Jornada da Academia Mineira de Medicina – 1º de maio de 2005 - Belo Horizonte – MG;
95. Participação do XVIII Simpósio das Unimeds do Estado de Minas Gerais e do VI Seminário das Unicreds do Estado de Minas Gerais- 03 a 5 de agosto de 2005 – Poços de Caldas – MG;
96. Participação no XX Encontro dos Conselhos Regionais de Medicina das Regiões Sul/Sudeste  na qualidade  de Palestrante, sob o tema: palestra "Alocação de Recursos em Saúde" -  23 de  março de 2006 – Florianópolis – SC;
97. Debates "Inovação, Pesquisa e Acesso a Medicamentos" – II Seminário Política Nacional de Medicamentos" – 24  de março de 2006 – São Paulo – SP.
98. Participação como Palestrante  no tema: "Frente Parlamentar da Saúde: Avaliação das Ações", realizado no 1º Congresso do Cremesp e 1º Congresso Paulista de ética Médica – Março de 2006 -  São Paulo – SP;
99. Participação do Simpósio de Financiamento de Pesquisas pelos Órgãos Nacionais de Fomento – 1º Congresso de Medicina da Santa Casa de Belo Horizonte – 13 de maio de 2006 – Belo Horizonte/MG.
100. Participação como Congressista do 1º  Congresso de Medicina da Santa Casa de Belo             Horizonte – 13 de maio de 2006 – Belo Horizonte/MG;
101. Participação da 13ª Feira Internacional de Produtos, Equipamentos, Serviços e Tecnologia para Hospitais, Laboratórios, Clínicas e Consultórios – HOSPITALAR 2006 – 20 a 23 de junho de 2006 – São Paulo/SP;
102. Participação do XXIII Congresso Brasileiro de Nefrologia – 11 de outubro de 2006 -Gramado/RS;
103. Participante do II Simpósio Mineiro de Flebologia como Integrante da Mesa do tema "Qual a posição da SBACV sobre uma entidade única dos médicos no Brasil? – Sociedade Brasileira de Angiologia e de Cirurgia Vascular – Regional de MG – 09 e 10 de março de 2007 – Belo Horizonte/MG;
104. Organizador do II Seminário: Política Nacional de Medicamentos, promovido pela Frente Parlamentar da Saúde – 20 a 21 de março de 2007 – Brasília/DF;
105. Participação do Fórum de Defesa Profissional do XXXII Encontro Mineiro de Ginecologistas e Obstetras, II congresso Internacional de Ginecologia e Obstetrícia de Minas Gerais – 17 de maio de 2007 – Belo Horizonte/MG;
106. Participação do XXXII Encontro Mineiro de Ginecologistas e Obstetras, II congresso Internacional de Ginecologia e Obstetrícia de Minas Gerais, como relator do tema "Lei do ato medico e CBHPM" – 18 de maio de 2007 – Belo Horizonte/MG;
107. Participação do I Fórum Nacional o SUS, o Médico, o Paciente e a Ética, como expositor do tema "Orçamento da Saúde" – 25 de maio de 2007 - Belo Horizonte/MG;
108. Participação do XI Encontro Nacional das Entidades Médicas - ENEM, como palestrante na conferência sobre "Financiamento do SUS" – 06, 07 e 8 de junho de 2007 – Brasília/DF;
109. Participação da Jornada Médico-Jurídica da Federação Nacional dos Médicos – FENAM e do BRASILCON – Instituto de Política e Defesa do Consumidor, como palestrante sobre o tema "Saúde: Dever do Estado e Direito de Todos";
110. Participação do CQH’2007 – XI Congresso Brasileiro de Qualidade em Serviços de Saúde, na qualidade de conferencista, proferindo o tema "Investimentos no Setor Público de Saúde – Regulamentação da PEC-29" – HOSPITALAR - 13 de junho de 2007 - São Paulo/SP;
111. Participação do Seminário: "O financiamento do Sistema Único de Saúde (SUS), a Reforma Tributária  e a Dívida Pública, como palestrante sobre o tema "A Frente Parlamentar da Saúde e a Reforma Tributária" – 28 de setembro de 2007 – São Paulo/SP;
112. Participação do VI Seminário de Ética nos Relacionamentos do Setor Saúde, como palestrante sobre o tema " A Avaliação das Medidas Adotadas e o Futuro da Saúde no Brasil – Mútua dos Magistrados do Estado do Rio de Janeiro – 25 a 28 de outubro de 2007 – Itaparica/BA;
113. Participação da I Jornada-Médico-Jurídica de Saúde Suplementar, como palestrante  sobre o tema " Expectativas sobre o Sistema de Saúde Suplementar" – UNMED-RIO – 10 e 11 de novembro de 2007;
114. Participação no 7°Fórum Jurídico UNIDAS, como palestrante – Brasília-DF – 23 e 24 de abril de 2008;
115. Participação no Café da Manhã com Política da Unimed/RS, como palestrante sobre o tema: Apresentação da Frente Parlamentar da Saúde – Agenda 2008 – Porto Alegre-RS – 25 de abril de 2008;
116. Participação do 2º Congresso de Medicina da Santa Casa de Belo Horizonte na qualidade de Palestrante do Tema Política Atual de Saúde para o Brasil – Belo Horizonte – MG – 24 de maio de 2008;
117. Participação do IX Congresso da Federação Nacional dos Médicos, realizado no Hotel de Pedra em Canela/RS de 25 a 28 de junho de 2008;
118. Participação do 36º Congresso da Sociedade Brasileira de Cirurgia Cardiovascular – Palestrante da atividade "Simpósio de Defesa Profissional SBCCV", sobre o tema " Orçamento da Saúde" – Belo Horizonte – MG – 26 a 28 de março de 2009;
119. Participação na 388ª Reunião da União das Regionais da Zona da Mata – UREZOMA – Palestra sobre o Tema "Financiamento do SUS"  - Muriaé – MG – 29 de agosto de 2009.